# Chris Jones (giocatore di football americano 1994)
Christopher Deshun Jones (Houston, 3 luglio 1994) è un giocatore di football americano statunitense che milita nel ruolo di defensive tackle per i Kansas City Chiefs della National Football League (NFL).

## Carriera

### Kansas City Chiefs

#### Stagione 2016
Dopo avere giocato al college a football coi Mississippi State Bulldogs, Jones fu scelto nel corso del secondo giro (37º assoluto) nel Draft NFL 2016 dai Kansas City Chiefs. Debuttò come professionista subentrando nella gara del primo turno contro i San Diego Chargers. A fine stagione fu inserito nella formazione ideale dei rookie dalla Pro Football Writers of America.

#### Stagione 2017
Nel secondo turno della stagione 2017, Nelson mise a segno tre sack, due fumble forzati e un intercetto su Carson Wentz dei Philadelphia Eagles venendo premiato come miglior difensore della AFC della settimana. La sua annata si chiuse al secondo posto nella NFL con 4 fumble forzati.

#### Stagione 2018
Alla fine di novembre 2018 Jones fu premiato come difensore del mese della AFC dopo avere messe a segno 5 sack, 12 placcaggi, 11 dei quali solitari, in tre gare. Deviò inoltre 3 passaggi e forzò un fumble. Nell'anticipo del 15º turno pareggiò un record NFL mettendo a segno un sack per la decima giornata consecutiva, arrivando a quota 14 in stagione. A fine anno fu inserito nel Second-team All-Pro dopo avere chiuso con 15,5 sack e 2 fumble forzati.

#### Stagione 2019
Nella settimana 10 della stagione 2019 contro i Tennessee Titans, Jones mise a segno 2 sack su Ryan Tannehill, uno dei quali forzò un fumble recuperato dal compagno Tanoh Kpassagnon. Al fine stagione fu convocato per il suo primo Pro Bowl dopo avere fatto registrare 9 sack in 13 partite. Il 2 febbraio 2020 Jones partì come titolare nel vittorioso Super Bowl LIV contro i San Francisco 49ers in cui mise a segno un tackle e 3 passaggi deviati.

#### Stagione 2020
Il 16 marzo 2020, i Chiefs applicarono su Jones la franchise tag. Il 15 luglio firmò un rinnovo contrattuale per 4 anni del valore di 85 milioni di dollari, dei quali 60 milioni garantiti. Nella prima partita della stagione fece registrare 1,5 sack su Deshaun Watson nella vittoria sugli Houston Texans. Altri due li mise a segno nel terzo turno nel Monday Night Football vinto contro i Baltimore Ravens. A fine stagione fu convocato per il suo secondo Pro Bowl (non disputato a causa della pandemia di COVID-19) e inserito nel Second-team All-Pro dopo avere messo a segno 7,5 sack e forzato 2 fumble. I Chiefs fecero ritorno al Super Bowl ma furono battuti dai Tampa Bay Buccaneers.

#### Stagione 2021
Nella settimana 11 della stagione 2021 Jones mise a segno 3,5 sack su Dak Prescott dei Dallas Cowboys, oltre a un fumble forzato e uno recuperato, che gli valsero il titolo di difensore della AFC della settimana. A fine stagione fu convocato per il suo terzo Pro Bowl e inserito nel Second-team All-Pro dopo avere fatto registrare 9 sack.

#### Stagione 2022
Nel 2022 Jones fu convocato per il suo quarto Pro Bowl e inserito nel First-team All-Pro dopo essersi classificato quarto nella NFL con 15,5 sack. Dopo avere messo a segno 65 sack in carriera nella stagione regolare, Jones trovò i suoi primi due nei playoff nella finale della AFC contro i Cincinnati Bengals. Con 10 pressioni sul quarterback il difensore fu una forza dominante in quella partita, vinta dai Chiefs per 23-20, qualificandosi per il terzo Super Bowl in carriera. Il 12 febbraio 2023, nel Super Bowl LVII vinto contro i Philadelphia Eagles per 38-35, mise a segno 3 placcaggi, conquistando il suo secondo titolo.

#### Stagione 2023
Jones scioperó per tutto il training camp 2023 e per la prima partita della stagione regolare per una disputa salariale. Prima del secondo turno firmó un nuovo contratto di un anno e tornó così in campo contro i Jaguars facendo registrare un sack nella vittoria . Nell'ultimo turno mise a segno il suo sack numero 10,5, assicurandosi il bonus di 1,25 milioni di dollari garantito se avesse raggiunto la doppia cifra. A fine stagione fu convocato per il suo quinto Pro Bowl e inserito nel First-team All-Pro dopo avere fatto registrare 30 placcaggi e 10,5 sack. Nel Super Bowl LVIII, i Chiefs vinsero per 25–22 nel secondo Super Bowl della storia a terminare ai tempi supplementari, conquistando il suo terzo anello. I Chiefs divennero così la prima squadra a vincere due titoli consecutivi dai New England Patriots nel 2003 e 2004. Nella partita Jones fece registrare quattro placcaggi. In particolar modo, nel primo drive dei tempi supplementari, Jones generò una pressione cruciale in una situazione di terzo down nella red zone che impedì a San Francisco di convertire il down e segnare un touchdown. I 49ers si accontentarono così di un field goal e Kansas City segnò un touchdown nell'azione successiva, vincendo la partita e il titolo.

#### Stagione 2024
Il 9 marzo 2024 Jones firmò con i Chiefs un nuovo contratto quinquennale del valore di 95 milioni di dollari. Nel primo turno mise a segno un sack e forzò un fumble nella vittoria sui Ravens. Nel quarto turno fece registrare 4 placcaggi, 4 pressioni sul quarterback e 2 sack nella vittoria sui Chargers, venendo premiato come difensore della AFC della settimana. A fine stagione fu convocato per il suo sesto Pro Bowl e inserito nel First-team All-Pro.

## Palmarès

### Franchigia
- Super Bowl : 3

Kansas City Chiefs: LIV, LVII, LVIII
- American Football Conference Championship: 5

Kansas City Chiefs: 2019, 2020, 2022, 2023, 2024

### Individuale
- Convocazioni al Pro Bowl: 6

2019, 2020, 2021, 2022, 2023, 2024
- First-team All-Pro: 3

2022, 2023, 2024
- Second-team All-Pro: 3

2018, 2020, 2021
- Difensore della AFC del mese: 1

novembre 2018
- Difensore della AFC della settimana: 3

2ª del 2017, 11ª del 2021, 4ª del 2024
- PFWA All-Rookie Team - 2016